# Victor Crone
Victor Fritz-Crone, noto anche con lo pseudonimo di Vic Heart (Österåker, 31 gennaio 1992), è un cantante svedese.
Ha rappresentato l'Estonia all'Eurovision Song Contest 2019 con il brano Storm, classificandosi 20º su 26 partecipanti nella finale.

## Biografia
Victor ha ottenuto notorietà partecipando a Melodifestivalen 2015, il programma di selezione svedese per l'Eurovision, cantando Det rår vi inte för con Behrang Miri. È arrivato al 4º posto durante la prima semifinale, accedendo alla fase dei ripescaggi; qui ha perso il duello contro Samir & Viktor, e non si è qualificato per la finale.
Nel 2019 ha partecipato ad Eesti Laul, il programma per la ricerca del rappresentante eurovisivo estone, con il brano Storm, scritto dal rappresentante estone del 2015, Stig Rästa. Dopo aver superato la semifinale, è risultato uno dei tre più votati nel primo round di voti nella finale, accedendo così alla superfinale a tre. Qui il televoto lo ha dichiarato vincitore, garantendogli la possibilità di rappresentare l'Estonia all'Eurovision Song Contest 2019. Dopo essersi qualificato dalla prima semifinale del 14 maggio, si è esibito per diciottesimo nella finale del 18 maggio successivo. Qui si è classificato al 20º posto su 26 partecipanti con 76 punti totalizzati, di cui 48 dal televoto e 28 dalle giurie.
Nel 2020 Victor Crone ha nuovamente preso parte a Melodifestivalen con Troubled Waters, qualificandosi direttamente per la finale e finendo al 9º posto su 12 partecipanti.

## Discografia

### EP
- 2020 – Troubled Waters

### Singoli
- 2014 – Jimmy Dean
- 2015 – Det rår vi inte för (con Behrang Miri)
- 2015 – Burning Man
- 2016 – Feelgood Day
- 2016 – Cadillac (feat. Maximani)
- 2017 – California
- 2017 – Sunshine and Rain
- 2017 – Coming Up (feat. Tungevaag & Raaban)
- 2018 – Made Of
- 2018 – Storm
- 2019 – Discovery (feat. Syn Cole)
- 2019 – Take Me Away (feat. Tungevaag & Raaban)
- 2019 – This Can't Be Love
- 2020 – Troubled Waters
- 2020 – Yes, I Will Wait
- 2020 – These Days (Longing for Christmas)
- 2021 – Rains
- 2021 – Waiting on Your Love
- 2021 – Christmas Time
- 2021 – Love Someone like Me
- 2022 – Wind in My Sails
- 2022 – Dynamite
- 2023 – Lonely World (con K-391)
- 2023 – Diamonds
- 2023 – Twentyfourseven
- 2023 – All Time Love